# Pier Francesco Morali
Pier Francesco Morali, o anche Pietro (San Miniato al Tedesco, 16 settembre 1758 – Firenze, 29 settembre 1826) è stato un arcivescovo cattolico italiano, arcivescovo di Firenze dopo il periodo dell'occupazione francese durante la quale fu arcivescovo illegittimo monsignor Antoine-Eustache d'Osmond.

## Biografia

### I primi anni
Nato a San Miniato, Pier Francesco era figlio di Ranieri, membro della nobiltà fiorentina e gonfaloniere a San Miniato, e da sua moglie Maria Caterina di Benedetto Lanfranchi Lanfreducci, di nobiltà pisana.
Dopo aver compiuto i primi studi con precettori privati, divenne alunno del collegio degli scolopi di Volterra, passando quindi all'Università di Pisa ove ottenne il dottorato utroque iure nel 1780 conducendo la tesi sotto la guida di Cesare Alberigo Borghi.

### La carriera ecclesiastica e d'insegnamento
Il 21 settembre 1782 venne ordinato sacerdote a Pisa e ivi rimase, ricoprendo alcuni incarichi di curia durante gli episcopati di Angelo Maria Franceschi e Ranieri Alliata, tra cui quello di confessore dei conventi regolari maschili e femminili della diocesi. Divenuto canonico del capitolo diocesano, divenne penitenziario e poi arcidiacono della cattedrale pisana. Dal 1804 al 1810 insegnò diritto canonico presso l'Università di Pisa, mentre negli anni dell'occupazione napoleonica della Toscana (1810-1813), insegnò diritto romano.

### Arcivescovo di Firenze
Dopo la parentesi francese, tornò ad insegnare diritto canonico per breve tempo, per poi venire scelto come arcivescovo di Firenze nel 1814 dal granduca Ferdinando III. Il 15 marzo 1815 a Roma venne consacrato vescovo da papa Pio VII, facendo il proprio solenne ingresso nell'arcidiocesi l'11 maggio di quello stesso anno.
La situazione che il Morali riscontrò nella diocesi fiorentina fu piuttosto travagliata al momento del suo arrivo: dal marzo del 1814, infatti, il vicario episcopale mons. Gaetano Niccolini, nominato dalla Santa Sede provvisoriamente a reggere la diocesi, si stava ancora districando tra le fratture seguite all'ingresso a Firenze di Antoine-Eustache d'Osmond, già vescovo di Nancy che era stato trasferito da Napoleone Bonaparte a Firenze dal 1810 come nuovo vescovo della città. Con il vescovo francese il clero e la popolazione si erano divisi in due partiti, l'uno teso a supportare il nuovo entrato, l'altro in linea con il breve di Pio VII che non riconosceva l'imposizione dei francesi nella diocesi.
Il granduca Leopoldo II, in seguitò, lo nominò Cavaliere di Gran Croce dell'Ordine di San Giuseppe.
Morì improvvisamente il 13 ottobre 1826. Gli succedette Ferdinando Minucci.

## Genealogia episcopale
La genealogia episcopale è:
- Cardinale Scipione Rebiba
- Cardinale Giulio Antonio Santori
- Cardinale Girolamo Bernerio, O.P.
- Arcivescovo Galeazzo Sanvitale
- Cardinale Ludovico Ludovisi
- Cardinale Luigi Caetani
- Cardinale Ulderico Carpegna
- Cardinale Paluzzo Paluzzi Altieri degli Albertoni
- Papa Benedetto XIII
- Papa Benedetto XIV
- Papa Clemente XIII
- Cardinale Francesco Saverio de Zelada
- Cardinale Antonio Felice Zondadari
- Arcivescovo Pier Francesco Morali